# Giro d'Italia de 1956
Giro d'Italia 1956 foi a trigésima nona edição da prova ciclística Giro d'Italia (Corsa Rosa), realizada entre os dias 19 de maio e 10 de junho de 1956.
A competição foi realizada em 23 etapas com um total de 3.523 km.
O vencedor foi o ciclista luxemburguês Charly Gaul. Largaram 105 competidores, cruzaram a linha de chegada 43 corredores.